# Postironie
Der Begriff Postironie (lateinisch post: hinter, nach; griech. εἰρωνεία, eironeía: Täuschung, Verstellung) bezeichnet eine differenzierte Haltung zur Figur der Ironie, oder eine bestimmte Variante von ihr. Postironie erkennt man daran, wenn zunächst eine Aussage ironisch getätigt wird (wenn jemand sagt: „Ich bin reich“, aber damit meint: „Ich bin nicht reich“), aber sich im Nachhinein die Aussage bewahrheitet (wenn z. B. dieser Jemand plötzlich von einem Verwandten erfährt, dass er eine große Geldsumme von einem entfernten Verwandten geerbt hat).

## Geschichte
1993 erschien David Foster Wallace’ Essay „E Unibus Pluram: Television and U.S Fiction“, in dem er sich mit der kritischen Funktion der Literatur bezogen auf die US-amerikanische Fernsehkultur beschäftigt. Obwohl die Literatur die damaligen Fernsehsendungen in vielerlei Hinsicht bemängeln könnte (vor allem, weil sie unrealistisch sei), träfe die Kritik nicht, da die Fernsehsendungen sich auf einer ironischen Weise derart vermitteln, dass es klar würde, dass sie sich nicht auf eine Realität beziehen. Das Gemeinte kann durch ein Beispiel dargestellt werden: Eine Pepsiwerbung von 1985 beginnt mit der Ankunft eines Pepsi-gefüllten Vans auf einem vollen Strand. Der Strandverkäufer des Vans öffnet eine Pepsi-Cola-Dose vor einem Mikrophon, welches verstärkt wird. Sobald die Strandbesucher das Öffnen der Pepsi-Dose hören, strömen sie alle zu dem Van, als wären sie konditionierte Hunde. Am Ende erscheint der Slogan: „Pepsi: Die Wahl einer neuen Generation“. Manch einer würde die Darstellung der Wahllosigkeit der Strandbesucher kritisieren: die Werbung führe dazu, das Produkt auf einer konditionierenden, nicht aber auf einer argumentativen Weise, die die Autonomie des Konsumenten untergrabe, zu bewerben. Doch nach Wallace spielt die Werbung ironisch mit dieser dargestellten Wahllosigkeit um. Der Fernsehzuschauer erkennt die dargestellte Wahllosigkeit, die nicht mit der Aussage des Slogans übereinstimmt, also die Ironie der Werbung, und dieses Erkennen ist vom Produzenten beabsichtigt. Weil nun das Medium des Fernsehens sich selber nicht ernst nehme, könne es auch nicht auf einer ironischen Weise durch die Literatur kritisiert werden, denn es gesteht die Kritik stillschweigend zu, und so verliert die kritische Ironie ihren Biss. Eine mögliche postironische Haltung, also einer Haltung die Jenseits (-nach; post) der Ironie hinführt, könnte die Lösung der Überwindung des Problems der amerikanischen Fernsehkultur sein. Wallace selbst gibt jedoch keine Angaben, was diese postironische Haltung (das Wort „postironisch“ fällt in seinem Kontext nicht) beinhaltet.

## Begriff
Analog zur Dekonstruktion der „großen Erzählungen“ (z. B. Fortschritt, Vernunft, Kunst) der Moderne im Zuge postmoderner Diskurse, insbesondere mit Blick auf Jean-François Lyotards Bericht Das postmoderne Wissen, setzt sich die Form der Postironie kritisch mit den Implikationen eines relativierten Wahrheitsbegriffes auseinander. Während sich die traditionelle Figur der Ironie stets auf ein Positiv beziehen konnte, zieht dessen Relativierung unvermeidlich und folgerichtig auch Konsequenzen für sein ironisches Komplement nach sich: die Ironie verliert ihre ursprüngliche ambivalente Funktion und wird als bloße rhetorische Figur zur Immunisierung einzelner Sprechakte zunehmend zum trivialen Winkelzug: Unter Verweisung auf die Möglichkeit der Ironie kann Festlegung und Verantwortung für Gesagtes vermieden werden. Postironie dagegen ist weder als die Artikulation des Wunsches nach prä-ironischer Einfachheit, noch als strikte Anti-Ironie misszuverstehen; vielmehr ist sie als sinnstiftende Empfehlung zur Haltung zu begreifen. Eine verantwortungsbewusste Haltung, die Ironie ernst nimmt – und diese unter den Bedingungen der Gegenwart wieder produktiv zu nutzen verspricht. All das schließt Sinn für Humor nicht aus.
Die Post-Ironie ist eine Ausdrucksform, die Humor täuschend zur Konstruktion einer Aussage benutzt. Der Anwender dieses pseudo-rhetorischen Mittels versucht also eine Aussage zu formulieren ohne den dafür notwendigen Ernst. Humor unterscheidet sich im Kern dabei jedoch von der bloßen Aussage durch ihre charakteristische Überspitzung aus Zweifel. Das Zweifeln jedoch vorzutäuschen und eine dadurch lose Aussage zu formulieren für den Zweck einer Publikumsinspektion, ist eine Art der Heuchelei. Die Post-Ironie dient zum Zweck, um dem Täuscher bei fehlender Aussagekraft seiner Verzerrung, sich in die überspitzende Aussage des Humors zurückzuziehen, welche ihm oder ihr Schutz bei Häme bietet. Der Post-Ironiker nimmt also in seiner Prämisse die Verzerrung von Tatsachen in Kauf. Der dafür aufgewendete zynische Humor ist für den Komiker eine Angriffsfläche, welchen er mit der Post-Ironie zu lösen versucht.
Durch die gezielte Täuschung kann man die Post-Ironie zum dialektischen Sophismus zählen.

## Beispiele

### The Savage Girl(2001)
In Alex Shakars im Trendscout- und Werbemilieu angesiedelten Debüt-Roman The Savage Girl aus dem Jahr 2001 wird das Zeitalter der Postironie verkündet, das sich durch das Phänomen des Zweifelns über Zweifel auszeichne. Die Ironie, seit jeher mächtigste Waffe der Gegenkultur, sei zum zentralen Stilmittel der Werbung degeneriert und habe so ihre oppositionelle Kraft verloren. Durch „ironischen Ernst“ könne der Lähmung durch den – teils sogar ins Zynische umschlagenden – allgegenwärtigen Zweifel begegnet werden. Shakar präsentiert mit seinem Konzept der Postironie eine mögliche Lösung des Dilemmas: „postirony, the whole new era to come. And if I'm right, everybody wins.“

### Com&Com (2008)
Das Schweizer Künstlerduo Com&Com publizierte im Jahr 2008 ein sogenanntes „Postironisches Manifest“. Da die Künstler bis dahin insbesondere mit ironisch-provokanter Kommunikations- und Aktionskunst in Erscheinung traten, war der Rezipient gezwungen, sich zur Form der Ironie selbst zu verhalten. Dieser Umstand eröffnete für Kunst wie Philosophie neue Zugänge zu vermeintlich der Vergangenheit angehörenden Fragestellungen und Themen (wie Schönheit, Einfachheit, Kreativität, Sinnstiftung oder Verantwortung).